# 張聯桂
張聯桂，江苏江都人，清朝政治人物。
光绪十二年十一月二十一，由广东惠潮嘉道道员升任廣西按察使。光绪十五年八月初六，升任廣西布政使。光绪十八年正月二十九，由广西布政使护理，二月初十（3月8日），任命廣西巡撫。光绪二十一年闰五月二十九（1895年7月21日），因病开缺回籍调理。